# Sky Midnight News
Sky Midnight News é um telejornal britânico produzido e exibido pelo Sky News desde 25 de abril de 2010. Seus apresentadores são Philippa Tomson, Main Relief Hannah Tallett, Paula Middlehurst, Lisa Knights e Jannat Jalil.